# Polaris Australis
Polaris Australis (Sigma Octantis, σ Oct) – gwiazda w gwiazdozbiorze Oktanta. Jest oddalona od Słońca o około 281 lat świetlnych

## Charakterystyka obserwacyjna
Sigma Octantis ma wielkość obserwowaną 5,42m i jest z trudem dostrzegalna gołym okiem. Jest położona bardzo blisko południowego bieguna niebieskiego, dlatego obok oznaczenia Bayera Sigma Octantis często stosowana jest dla niej nazwa Polaris Australis – „południowa [gwiazda] polarna”. Międzynarodowa Unia Astronomiczna w 2017 roku formalnie zatwierdziła użycie nazwy Polaris Australis dla określenia tej gwiazdy. Powoli oddala się ona od bieguna, najbliżej niego była około 1872 roku (45′).
Polaris Australis jest umieszczona na fladze Brazylii. symbolizuje na niej Dystrykt Federalny tego kraju (okręg stołeczny wokół miasta Brasília).

## Charakterystyka fizyczna
Jest to podolbrzym należący do typu widmowego F0. Ma temperaturę 7280 K i jasność 34 razy większą niż jasność Słońca. Ma promień 3,7 razy większy niż promień Słońca, a jej masa jest oceniana na 2,0–2,1 M☉. Dopiero zmienia się w olbrzyma; jest gwiazdą zmienną typu Delta Scuti, a jej jasność zmienia się o 0,03m w okresie 2,3 godziny.